# Love Scenario
"Love Scenario" (사랑을 했다; Sarang-eul haetta) é uma canção gravada pelo grupo sul-coreano iKON. Foi lançado como o primeiro single do segundo álbum de estúdio do iKON, Return. A música detém o recorde de maior número de semanas no primeiro lugar no Gaon Digital Chart, passando seis semanas no topo desde o início de 2018. A canção ganhou na categoria "Song of the Year" no Melon Music Awards de 2018 e ganhou a mesma categoria no Golden Disc Awards, em 2019.

## Composição
"Love Scenario" é descrita como uma canção madura, mas relativamente otimista, à separação, com uma melodia tortuosa que guia a rítmica da música.

## Desempenho nas paradas musicais
Após seu lançamento, "Love Scenario" ficou em primeiro lugar na parada em tempo real da China, QQ Music. Ela também entrou no top 10 da parada semanal da QQ Music. Na Coreia do Sul, a música estreou em 12º lugar no Gaon Weekly Chart. Ela liderou a parada por seis semanas, fazendo do iKON o primeiro artista a atingir esse marco. Em 5 de fevereiro, a faixa título "Love Scenario" alcançou o primeiro lugar em várias plataformas digitais, como o iChart, Melon, Genie, Bugs, Mnet, Naver e Soribada, e também alcançou o 1º lugar no iChart da parada semanal em tempo real da Instiz. Eles são a segunda boyband que já alcançou o primeiro lugar em mais de sete paradas musicais desde que a iChart começou a classificar músicas em 2010, com o Big Bang tendo anteriormente realizado um feito similar. O grupo conseguiu atingir 204 "Perfect All Kills" por hora, onde uma música é a número um em todas as paradas por um determinado período de tempo. É a única música do grupo e na história a alcançar tal feito até agora. O single permaneceu em 1º lugar por seis semanas consecutivas no Digital Weekly Chart do Gaon, tornando-se a música que ficou mais tempo em 1º na história do Gaon. A música passou 913 horas no Melon Chart como número um e passou 40 dias no Melon em 1º lugar antes de ser empatada com a música "Way Back Home" do cantor SHAUN.
De acordo com a "Billboard Korea", "Love Scenario" liderou o ranking por cinco semanas. O grupo foi escolhido como o melhor artista do primeiro semestre de 2018 pela Genie Music, já que lideraram a parada diária por 35 dias.
"Love Scenario" tornou-se a primeira música a receber uma certificação Platina do Gaon pela Korea Music Content Industry Association na categoria streaming depois de ultrapassar 100 milhões de streams.

## Recepção critica
A Billboard elogiou a música, dizendo que ela é "guiada por uma suave batida de estilo cowbell e vocais bamboleantes. A música transmite uma reação suave, mas relativamente otimista, à separação, com uma melodia tortuosa que guia a rítmica da dança. É mais emocional do que seus singles mais recentes, e serve como uma sutil mudança direcional e um amadurecimento para o iKON”. "Love Scenario" também foi escolhida como Best of the Week da Apple Music.

## Impacto
A música alcançou uma popularidade substancial, especialmente para crianças do jardim de infância e alunos do ensino fundamental devido às suas melodias e letras fáceis de seguir. Alguns professores do ensino fundamental proibiram os alunos de cantarem "Love Scenario" nas salas de aula devido ao seu conteúdo inadequado e aos alunos estarem mostrando sinais de vício em músicas cativantes. A música foi apresentado em vários programas populares de TV coreanos, incluindo no Running Man e no Infinite Challenge.

## Vídeo musical
O teaser de "Love Scenario" e o videoclipe foram filmados com uma câmera de controle de movimento. O fundo exibe paisagens nostálgicas e adereços; cada cena consiste em tomadas naturalmente conectadas, e a mídia coreana disse que esse método de produção adiciona "diversão" ao video. O videoclipe também mostra a dança sincronizada dos sete membros, com histórias de amor exibidas em segundo plano para refletir as letras. Entre eles, o filme apresenta um período de cima para baixo, mostrando a dança em forma de estrela do iKon, que foi chamada de destaque do videoclipe pela "Billboard".
O videoclipe atingiu 100 milhões de visualizações em junho de 2018. O videoclipe atingiu 200 milhões de visualizações em 31 de outubro de 2018.

## Desempenho nas paradas musicais
| Parada (2018)                      | Posição |
| ---------------------------------- | ------- |
| China (QQ Music Single Chart)      | 10      |
| Coreia do Sul (Gaon)               | 1       |
| US World Digital Songs (Billboard) | 4       |

| Parada (2018)        | Posição |
| -------------------- | ------- |
| Coreia do Sul (Gaon) | 1       |

## Reconhecimento
| Crítico/Publicador | Lista                                                                | Classificação | Ref.   |
| ------------------ | -------------------------------------------------------------------- | ------------- | ------ |
| Billboard          | The 20 Best K-pop Songs of 2018: Critics' Picks                      | 7             | [ 20 ] |
| The Dong-a Ilbo    | Best Songs of 2018                                                   | 1             | [ 21 ] |
| HK01               | 20 Must Listen to K-Pop Songs of 2018                                | 2             | [ 22 ] |
| Hypable            | 10 great K-Pop songs from 2018 to add to your end-of-year playlist   | —             | [ 23 ] |
| JawaPos            | 9 K-Pop Songs Popular Throughout 2018                                | 1             | [ 24 ] |
| Korea Portal       | Top 10 K-Pop Songs Of 2018                                           | 3             | [ 25 ] |
| Matamata           | 7 of the Best K-Pop Songs of 2018                                    | 7             | [ 26 ] |
| PAPER              | PAPER's Top 20 K-Pop Songs of 2018                                   | 4             | [ 27 ] |
| Sanook             | 10 Popular Songs From 2018                                           | —             | [ 28 ] |
| SBS                | Top 100 Asian pop songs of 2018                                      | 3             | [ 29 ] |
| Youtube Rewind     | Top 10 Most Popular Music Videos in Korea That Were Released in 2018 | 1             | [ 30 ] |
| KultScene          | 25 Best K-pop Songs Of 2018                                          | 3             | [ 31 ] |

| Ano  | Organização                   | Categoria                             | Resultado | Ref.   |
| ---- | ----------------------------- | ------------------------------------- | --------- | ------ |
| 2018 | Melon Music Awards            | Best Rap/Hip-hop                      | Indicado  | [ 32 ] |
| 2018 | Melon Music Awards            | Song of The Year (Daesang)            | Venceu    | [ 32 ] |
| 2018 | MBC Plus X Genie Music Awards | Rap/Hip Hop Music Award               | Venceu    | [ 33 ] |
| 2018 | MBC Plus X Genie Music Awards | Best Song of The Year                 | Indicado  | [ 33 ] |
| 2018 | Mnet Asian Music Awards       | Song of The Year (Daesang)            | Indicado  | [ 34 ] |
| 2018 | Mnet Asian Music Awards       | Best Vocal Performance Group          | Venceu    | [ 34 ] |
| 2019 | Golden Disc Awards            | Digital Song Division (Bonsang)       | Venceu    | [ 35 ] |
| 2019 | Golden Disc Awards            | Digital Song of The Year (Daesang)    | Venceu    | [ 35 ] |
| 2019 | Seoul Music Awards            | Record of the Year in Digital Release | Venceu    | [ 36 ] |
| 2019 | Gaon Chart Music Awards       | Song of the Year – Janeiro            | Venceu    | [ 37 ] |
| 2019 | Gaon Chart Music Awards       | Long-Run Song of the Year             | Venceu    | [ 37 ] |

| Programa                  | Data                    | Ref.   |
| ------------------------- | ----------------------- | ------ |
| M Countdown (Mnet)        | 1 de fevereiro de 2018  | [ 38 ] |
| M Countdown (Mnet)        | 1 de março de 2018      | [ 39 ] |
| M Countdown (Mnet)        | 8 de março de 2018      | [ 40 ] |
| Inkigayo (SBS)            | 18 de fevereiro de 2018 | [ 41 ] |
| Inkigayo (SBS)            | 25 de fevereiro de 2018 | [ 42 ] |
| Inkigayo (SBS)            | 4 de março de 2018      | [ 43 ] |
| Show! Music Core (MBC)    | 24 de fevereiro de 2018 | [ 44 ] |
| Show! Music Core (MBC)    | 3 de março de 2018      | [ 45 ] |
| Show! Music Core (MBC)    | 10 de março de 2018     | [ 46 ] |
| Music Bank (KBS)          | 2 de março de 2018      | [ 47 ] |
| Show Champion (MBC Music) | 7 de março de 2018      | [ 48 ] |

| Prêmio                  | Data                    | Ref.   |
| ----------------------- | ----------------------- | ------ |
| Weekly Popularity Award | 5 de fevereiro de 2018  | [ 49 ] |
| Weekly Popularity Award | 12 de fevereiro de 2018 | [ 49 ] |
| Weekly Popularity Award | 19 de fevereiro de 2018 | [ 49 ] |
| Weekly Popularity Award | 26 de fevereiro de 2018 | [ 49 ] |
| Weekly Popularity Award | 5 de março de 2018      | [ 49 ] |